# Robert Lipsyte

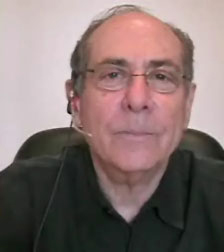
Robert Lipsyte (2008)

Robert Michael Lipsyte (* 5. Januar 1938 in New York City) ist ein amerikanischer Sportjournalist und Schriftsteller. Als Sportjournalist hat er unter anderem für große Tageszeitungen wie die New York Times und USA Today, aber auch fürs Fernsehen (ESPN, CBS, NBC) gearbeitet. Zu seinen wichtigsten Leistungen als Schriftsteller zählt der 1967 erschienene Roman The Contender, der gemeinsam mit Susan E. Hintons The Outsiders eine neue Kategorie von Jugendliteratur begründet hat, die Young Adult Fiction. Für diesen und andere Beiträge hat die American Library Association Lipsyte 2001 mit ihrem Margaret Edwards Award ausgezeichnet.

## Leben und Werk
Lipsyte hat an der Columbia University in New York City das Fach Englisch studiert und dort 1957 den Bachelor- und 1959 den Mastergrad erworben.
Auf das Studium folgte eine Anstellung bei den New York Times, wo Lipsyte zunächst als Copyboy (1957–1959), dann als Sportreporter (1959–1967) und schließlich als Sportkolumnist beschäftigt war (1967–1971; erneut 1991–2002). Die Tätigkeit wurde 1961 durch den Wehrdienst unterbrochen.
1977 schrieb Lipsyte als Kolumnist für die New York Post. Von 1982 bis 1986 trug er als Sportessayist zum populären Nachrichtenprogramm Sunday Morning des Fernsehsenders CBS bei. Anschließend wechselte er als Korrespondent zum Fernsehsender NBC (1986–1988). Von 1989 bis 1990 moderierte er das Fernsehprogramm The Eleventh Hour des Fernsehsenders PBS.
Lipsyte ist mit der Schriftstellerin Lois B. Morris verheiratet und Vater zweier erwachsener Kinder. Er lebt derzeit in Shelter Island auf Long Island. Sein Sohn Sam Lipsyte (* 1968) ist ebenfalls Schriftsteller.

## The Contender
1967 publizierte Lipsyte sein literaturhistorisch wichtigstes Werk, The Contender, das gemeinsam mit Susan E. Hintons The Outsiders (1967) und Paul Zindels The Pigman (1968) zum Ausgangsbestand einer neuen, strikt realistischen Young Adult Fiction wurde. Der Roman erzählt die Geschichte eines 17-jährigen afroamerikanischen Schulabbrechers in Harlem, der Boxer wird und es nach einer Reihe von Komplikationen schafft, seinem von Drogenmissbrauch und Beschaffungskriminalität geprägten Umfeld zu entkommen:
Alfred lebt seit dem Verschwinden seines Vaters und dem Tod seiner Mutter bei einer Tante; seine wichtigste Bezugsperson ist sein Freund James. Alfred arbeitet als Verkäufer ins Lebensmittelgeschäft der Epsteins, in das James, der sich einer Straßengang angeschlossen hat, einbricht. Die Sache geht schief, James wird verhaftet, auf Bewährung aber freigelassen. Der Anführer der Gang, Major, schlägt Alfred zusammen, weil der nicht erwähnt hatte, dass Mr. Epstein in seinen Laden eine Alarmanlage hatte einbauen lassen.
Alfred findet in Mr. Donatelli, der eine Boxschule betreibt, einen klugen Mentor, der ihn lehrt, dass der Schlüssel zu jedem Erfolg im Leben im Streben liegt. Er rät Alfred, nicht ein champion, sondern ein contender zu werden, jemand, für den der Weg das Ziel ist, nicht das Siegen. Die Boxerausbildung erweist sich als mühsam und langwierig; die Epsteins, seine Arbeitgeber, zweifeln nach dem Einbruch, ob sie Alfred noch trauen können; Alfred verliert den Mut, besucht eine Party der Gang, auf der er sich mit Alkohol und Marihuana berauscht und entdeckt, dass James inzwischen heroinabhängig ist. Nach einem Ausflug mit der Gang nach Coney Island, bei der Major beinahe verhaftet wird, beschließt er, das Boxen aufzugeben.
Erst in einem Gespräch mit Mr. Donatelli wird Alfred klar, dass Aufgeben für ihn nicht in Frage kommt. Mit frischem Enthusiasmus beginnt er wieder zu trainieren, macht nun zügige Fortschritte und steht bald seine ersten Wettkämpfe durch. Er gerät erneut in die Krise, als er einen Gegner im Ring fast tötet. Da er danach nicht mehr zuzuschlagen wagt, rät ihm nun selbst Mr. Donatelli, das Boxen zu beenden. Im entscheidenden letzten Kampf mit einem überlegenen Gegner findet er erneut den Mut zum Kämpfen und weiß, dass er weitermachen wird. Später wird er auch beschließen, seinen Schulabschluss nachzumachen.
Die letzte Herausforderung, der Alfred sich stellen muss, ist der Kampf um das Schicksal seines Freundes James, der bei einem neuerlichen Einbruch schwer verletzt wurde. Ärztliche Hilfe zu suchen, würde unweigerlich James’ Verhaftung nach sich ziehen. Es gelingt Alfred jedoch, James Mut zu machen, und der Freund lässt sich von ihm ins Krankenhaus bringen.
Lipsytes schriftstellerische Leistung bestand darin, dass er das Genre des Sportromans, der bis dahin Action-orientiert und von eindimensionalen Protagonisten und vorhersehbaren Handlungsverläufen geprägt gewesen war, transformierte. Unter Lipsytes Händen wurde aus dem Stoff „ein realistischer Entwicklungsroman, in dem der Sport als Metapher für die wirkliche Action des Romans diente: die Bewältigung des Lebens“ (Jack Forman). Lipsyte setzte mit seinem Buch einen Trend zu Sportromanen, in denen der Charakter der Figuren im Vordergrund steht, die durch harte Arbeit und Festhalten an moralischen Prinzipien als Persönlichkeiten wachsen. Auch er selbst schrieb mehrere weitere Boxerromane (The Brave, 1991; The Chief, 1993; Warrior Angel, 2003).

## Veröffentlichungen

### Für Erwachsene
Sachbücher
- Mit Dick Gregory: Nigger. Dutton, New York 1964.
- The Masculine Mystique. New American Library, New York 1966.
- SportsWorld: An American Dreamland. Quadrangle, New York 1975.
- Mit Peter Levine: Idols of the Game: A Sporting History of the Twentieth Century. Turner Publications, 1995.
- In the Country of Illness: Comfort and Advice for the Journey. Knopf, New York 1998.

Romane
- Mit Steve Cady: Something Going. Dutton, New York 1973.
- Liberty Two. Simon and Schuster, New York 1974.

Drehbücher (Auswahl)
- 1975 – That's the Way of the World (Regie: Sig Shore)
- 1983 – The Act (Sig Shore)
- 2018 – Measure of a Man (Jim Loach)

Memoiren
- An Accidental Sportswriter: A Memoir. Ecco, 2011, ISBN 978-0-06-176913-9.

### Romane für Jugendliche
- The Contender. Harper, New York 1967, ISBN 978-0-06-023919-0.

deutsch: Al, der sanfte Sieger. Bertelsmann, Gütersloh 1989.
- One Fat Summer. Harper, New York 1977, ISBN 978-0-553-25591-1.
- Summer Rules. Harper, New York 1981, ISBN 978-0-06-447071-1.
- Jock and Jill. Harper, New York 1982, ISBN 978-0-590-32862-3.
- The Summerboy. Harper, New York 1982, ISBN 978-0-06-447072-8.
- The Brave. Harper, New York 1991, ISBN 978-0-06-447079-7.

deutsch: k.o. – das Leben ist härter als die Faust. Bertelsmann, Gütersloh 1996, ISBN 978-3-570-20210-4.
- The Chemo Kid. Harper, New York 1992, ISBN 978-0-06-020284-2.
- The Chief. Harper, New York 1993, ISBN 978-0-06-447097-1.
- Warrior Angel. HarperCollins, New York 2003, ISBN 978-0-06-000498-9.
- Yellow Flag. HarperCollins, New York 2007, ISBN 978-0-06-055707-2.
- Center Field. HarperTeen, New York 2010, ISBN 978-0-06-055704-1.

### Sachbücher für Kinder
- Assignment: Sports. Harper, New York 1970.
- Free to Be Muhammad Ali. Harper, New York 1978.
- Arnold Schwarzenegger: American Hercules. Harper, New York 1993.
- Jim Thorpe: Twentieth-Century Jock. Harper, New York 1993.
- Michael Jordan: A Life above the Rim. HarperCollins, New York 1994.
- Joe Louis: A Champ for All America. Harper, New York 1994.

### Romane für 11- bis 13-Jährige
- The Twinning Project. Clarion, 2012, ISBN 978-0-547-64571-1.
- Twin Powers. Clarion, 2014, ISBN 978-0-547-97335-7.

## Auszeichnungen
Lipsyte ist sowohl für seine sportjournalistische als auch für seine schriftstellerische Arbeit mit einer Reihe bedeutender Preise ausgezeichnet worden:

### Als Journalist
Dutton Best Sports Stories Award, E. P. Dutton:
- 1964 – für The Long Road to Broken Dreams
- 1965 – für The Incredible Cassius
- 1967 – für Where the Stars of To-morrow Shine Tonight
- 1971 – für Dempsey in the Window
- 1976 – für Pride of the Tiger

Weitere Auszeichnungen:
- 1966 – Mike Berger Award, Columbia University Graduate School of Journalism
- 1990 – Emmy, für The Eleventh Hour

### Als Schriftsteller
- 1967 – Wel-Met Children’s Book Award, Child Study Children’s Book Committee at Bank Street College of Education, für The Contender
- 1967 – American Library Association (ALA) Notable Book for Children, für The Contender
- 1977 – New York Times outstanding children's book of the year, für One Fat Summer
- 1977 – Aufnahme von One Fat Summer in die ALA-Liste best young-adult books
- 1978 – New Jersey Institute of Technology: New Jersey Author citation
- 1999 – ALAN Award (The Assembly on Literature for Adolescents, ein Organ des National Council of Teachers of English)
- 2001 – Margaret A. Edwards Award, für seinen Gesamtbeitrag zur amerikanischen Jugendliteratur